# Route nationale 954 (Belgique)
Pour les articles homonymes, voir Route 954.
La route nationale 954 est une route nationale de Belgique de 10,6 kilomètres qui relie Salzinnes à Bois-de-Villers.

## Description du tracé

### Communes sur le parcours
- Région wallonne
  -  Province de Namur
    - Salzinnes (Namur)
    - Malonne (Namur)
    - Bois-de-Villers